# New Highmark Stadium
Das Highmark Stadium (auch New Highmark Stadium genannt) ist ein im Bau befindliches Football-Stadion in der US-amerikanischen Stadt Orchard Park, einem Vorort von Buffalo, im Bundesstaat New York. Das Stadion soll die neue Heimspielstätte des Franchise Buffalo Bills aus der National Football League (NFL) werden. Das neue Stadion soll wie der Vorgängerbau den Namen Highmark Stadium tragen, da der Vertrag mit dem Namenssponsor dem Gesundheitsunternehmen Highmark Blue Cross Blue Shield of Western New York verlängert wurde. Bis zur Fertigstellung wird die neue Spielstätte, um Verwechselungen zu vermeiden, die Bezeichnung New Highmark Stadium tragen. Danach wird die neue Heimat der Bills  für die nächsten 30 Jahre Highmark Stadium heißen.

## Geschichte

### Vorgeschichte
Die Buffalo Bills sind seit 1973 im Highmark Stadium beheimatet. Es ist, nach dem Soldier Field der Chicago Bears, dem Lambeau Field der Green Bay Packers und dem Arrowhead Stadium der Kansas City Chiefs, das älteste Stadion der Liga. Die älteren Stadien wurden mittlerweile umfangreich renoviert und entsprechen den heutigen Anforderungen an Komfort und Ausstattung. Erste Pläne zu einem neuen Stadion wurden 2012 veröffentlicht. Die geplante Arena, auf einem Gelände am Hafen der Niagara Frontier Transportation Authority, sollte 72.000 Sitzplätze und ein schließbares Dach erhalten. Das gesamte Projekt Greater Buffalo Sports & Entertainment Complex war auf 1,4 Mrd. US-Dollar ausgelegt.
Anfang 2019 befragten die Bills ihre Fans, ob ein neues Stadion gebaut werden soll oder die jetzige Heimat renoviert. Mitte des Jahres schlug Roger Goodell, Commissioner der National Football League, einen Neubau vor, um wettbewerbsfähig zu bleiben. Im Jahr zuvor hatte der Eigentümer der Bills, die Pegula Sports & Entertainment, das Beratungsunternehmen CAA ICON mit der Bewertung eines potenziellen neuen Stadions für das Team beauftragt. Ende Dezember 2021 wurde die Studie vom Bundesstaat veröffentlicht. Neben der Renovierung wurden drei Standorte (Orchard Park, die South Park Avenue in der Nähe der Innenstadt und der North Campus der University at Buffalo) für einen Neubau geprüft. Die South Park Avenue erhielt im Bewertungssystem in acht Kategorien mit 74 die höchste Punktzahl. Es folgte Orchard Park mit 66 und die University at Buffalo mit 33 Punkten. Zwar erhielt die South Park Avenue die meisten Punkte, aber Orchard Park wurde hinsichtlich der Kosten, Zeitplan, Straßen und Parkmöglichkeiten favorisiert. Ein Bau wäre dort in 68 Monaten mit Kosten von 1,5 Mrd. US-Dollar möglich. Die Errichtung an der South Park Avenue würde, mit geschätzt 92 Monaten, deutlich länger dauern und würde mit etwa zwei Mrd. US-Dollar auch deutlich teurer werden. Die Kosten für die Verbesserungen von Straßen und Infrastruktur waren dabei noch nicht enthalten.
Im November 2021 unterstützte eine Machbarkeitsstudie, die die zukünftigen Stadionoptionen der Buffalo Bills in New York in Betracht zog, einen Neubau gegenüber einer Modernisierung des alten Highmark Stadium. Die vom Bundesstaat beim Ingenieur- und Beratungsunternehmen AECOM in Auftrag gegebene Studie gab an, dass eine Renovierung etwa 862 Mio. US-Dollar kosten würde, also deutlich weniger als ein neues Buffalo Bills Stadium. Dies ändert sich aber, sollten die Renovierungskosten 60 Prozent der Neubaukosten überschreiten. Eine neue Heimstätte am geplanten Standort würde rund 1,35 Mrd. US-Dollar kosten. Auf ungefähr 2,1 Mrd. US-Dollar würden die Kosten bei einem Bau in der Innenstadt steigen, da Bauland gekauft und notwendige Infrastruktur erneuert werden müsste. Die Berechnungen bezogen sich auf ein Stadion mit 60.000 Sitzplätzen, rund 60 Suiten und bis zu 6000 Clubsitzen.
Ende März 2022 schlossen die Buffalo Bills mit dem Bundesstaat und dem Erie County eine Vereinbarung zum Bau eines neuen Stadions in Orchard Park. Die Buffalo Bills sicherten u. a. zu, mindestens 30 Jahre in Buffalo zu bleiben. Das neue Stadion wird mit 60.000 bis 62.000 Sitzplätzen kleiner als das Highmark Stadium rund 71.000 Plätzen. Nach der Fertigstellung des Buffalo Bills Stadium, frühestens 2026, wird das Highmark Stadium abgerissen und auf dem Gelände eine Parkplatzfläche entstehen. Der Mietvertrag der Bills mit dem Highmark Stadium läuft bis 2023 und müsste bis 2026, der geplanten Fertigstellung der neuen Heimat, verlängert werden.
Das Buffalo Bills Stadium soll auf dem benachbarten South Campus des SUNY Erie Community College errichtet werden. Die Kosten sind auf 1,54 Mrd. US-Dollar angesetzt. Davon übernimmt der Bundesstaat New York 600 Mio. US-Dollar und der Erie County steuert 250 Mio. US-Dollar bei. Die restlichen 550 Mio. US-Dollar finanzieren die NFL und die Buffalo Bills. Der Entwurf stammt von den Architekten von Populous, die auf die Gestaltung von Stadien und Mehrzweckhallen spezialisiert sind.
Im April 2022 gingen die Bills eine weitreichende Partnerschaft mit dem Unternehmen Legends Global Planning zur Planung, Ausstattung und Betrieb des Stadions ein. Legends Global Planning war in letzter Zeit z. B. an den Stadionprojekten SoFi Stadium, Allegiant Stadium, Banc of California Stadium und Lower.com Field beteiligt. Anfang Juli des Jahres veröffentlichte der Erie County einen Lageplan des Neubaus. Dies fiel mit dem vom Erie County begonnenen State Environmental Quality Review Act (SEQRA) des Bundesstaats New York zusammen. Der erfordert, dass alle staatlichen und lokalen Regierungsbehörden potenzielle Umweltauswirkungen sowie sozialen und wirtschaftlichen Faktoren bei den Entscheidungsprozessen berücksichtigt werden. Darüber hinaus soll er die Kommunikation zwischen Regierungsbehörden, Projektsponsoren und der allgemeinen Öffentlichkeit fördern. Der SEQRA wird voraussichtlich etwa sechs Monate dauern. Das Gelände des jetzigen Stadions mit dem Neubaugrund deckt eine Fläche von 283,42 Acre (rund 1.146.960 m²) ab. Vor dem Stadion ist ein großer Platz geplant. Den Plänen nach werden für den Bau fast 56 Acre (226.624 m²) des South Campus genutzt, die gegenwärtig mit Parkplätzen belegt sind. Von den Baumaßnahmen sollen keine Gebäude des Campus betroffen sein.
Anfang August 2022 kündigte Ron Raccuia, Vize-Präsident der Buffalo Bills, an, dass bald die Pläne zum Bau veröffentlicht werden. Das Buffalo Bills Stadium soll eine umlaufende Überdachung der Ränge und klimatisierte Räumlichkeiten bieten. Das Dach würde einen großen Teil der Zuschauerplätze abdecken. Des Weiteren soll es den Innenraum vor windigem Wetter und die Besucher vor Regen und Schnee schützen. Der Abstand der Fans auf den Rängen zum Spielfeld soll verringert werden. Es soll breitere Gänge zwischen den Sitzreihen geben und die Speisen- und Getränkebereiche verbessert werden.
Am 3. April 2023 unterzeichneten die Buffalo Bills, der Bundesstaat und der County die Verträge zum Bau des Stadions. 4. Mai 2023 stimmte die Legislative des Erie County dem 30-jährigen Pachtvertrag zu. Damit waren alle rechtlichen Voraussetzungen für den Bau gegeben.

### Bauphase
Die Grundsteinlegung für das neue Stadion erfolgte am 5. Juni 2023. Im August des Jahres wurde, durch eine Meldung der Associated Press, bekannt, dass die Kosten seit dem Baubeginn um 300 Mio. auf 1,7 Mrd. US-Dollar gestiegen sein sollen. Mitte November 2024 hatten sich die Kosten der Errichtung der Spielstätte mit rund 63.000 Plätzen auf über 2,1 Mrd. US-Dollar erhöht.